# 237
| Calendário gregoriano                                                        | 237 CCXXXVII                    |
| Ab urbe condita                                                              | 990                             |
| Calendário arménio                                                           | -315 – -314                     |
| Calendário bahá'í                                                            | -1607 – -1606                   |
| Calendário budista                                                           | 781                             |
| Calendário chinês                                                            | 2933 – 2934                     |
| Calendário copta                                                             | -47 – -46                       |
| Calendário etíope                                                            | 229 – 230                       |
| Calendários hindus - Vikram Samvat - Calendário nacional indiano - Cáli Iuga | 292 – 293 158 – 159 3337 – 3338 |
| Calendário Holoceno                                                          | 10237                           |
| Calendário islâmico                                                          | 397 BH – 396 BH                 |
| Calendário judaico                                                           | 3997 – 3998                     |
| Calendário persa                                                             | 385 BP – 384 BP                 |
| Calendário rúnico                                                            | 487                             |
| Calendário solar tailandês                                                   | 780                             |

237 (CCXXXVII na numeração romana) foi um ano comum do século III do Calendário Juliano, da Era de Cristo, a sua letra dominical foi A (52 semanas), teve início e fim num domingo.
| Ano completo                    |
| ------------------------------- |
| Ano comum com início ao domingo |